# Halowe Mistrzostwa Europy w Lekkoatletyce 1990 – pchnięcie kulą mężczyzn
Pchnięcie kulą mężczyzn – jedna z konkurencji technicznych rozgrywanych podczas halowych lekkoatletycznych mistrzostw Europy w  hali Kelvin Hall w Glasgow. Rozegrano od razu finał 3 marca 1990. Zwyciężył reprezentant Austrii Klaus Bodenmüller. Tytułu zdobytego na poprzednich mistrzostwach nie obronił Ulf Timmermann z Niemieckiej Republiki Demokratycznej, który tym razem zdobył srebrny medal.

## Rezultaty

### Finał
Opracowano na podstawie materiału źródłowego.
| Miejsce | Zawodnik           | Wynik | Uwagi |
| ------- | ------------------ | ----- | ----- |
| 1       | Klaus Bodenmüller  | 21,03 |       |
| 2       | Ulf Timmermann     | 20,43 |       |
| 3       | Oliver-Sven Buder  | 20,20 |       |
| 4       | Kalman Konya       | 19,63 |       |
| 5       | Alessandro Andrei  | 19,44 |       |
| 6       | Remigius Machura   | 19,38 |       |
| 7       | Dimitrios Kudzukis | 19,32 |       |
| 8       | Karsten Stolz      | 19,14 |       |
| 9       | Bernd Kneißler     | 19,06 |       |
| 10      | Lars Arvid Nilsen  | 18,90 |       |
| 11      | Sören Tallhem      | 18,78 |       |
| 12      | Karel Šula         | 18,65 |       |
| 13      | Jan Sagedal        | 18,65 |       |
| 14      | Pétur Guðmundsson  | 18,59 |       |
| 15      | Helmut Krieger     | 18,57 |       |
| 16      | Luc Viudès         | 18,11 |       |
| 17      | Paul Edwards       | 17,56 |       |
| 18      | Fernando Alves     | 16,59 |       |
| 19      | Mehmet Yardımcı    | 15,32 |       |
| –       | Siergiej Smirnow   | NM    |       |